# Graauwsche Polders

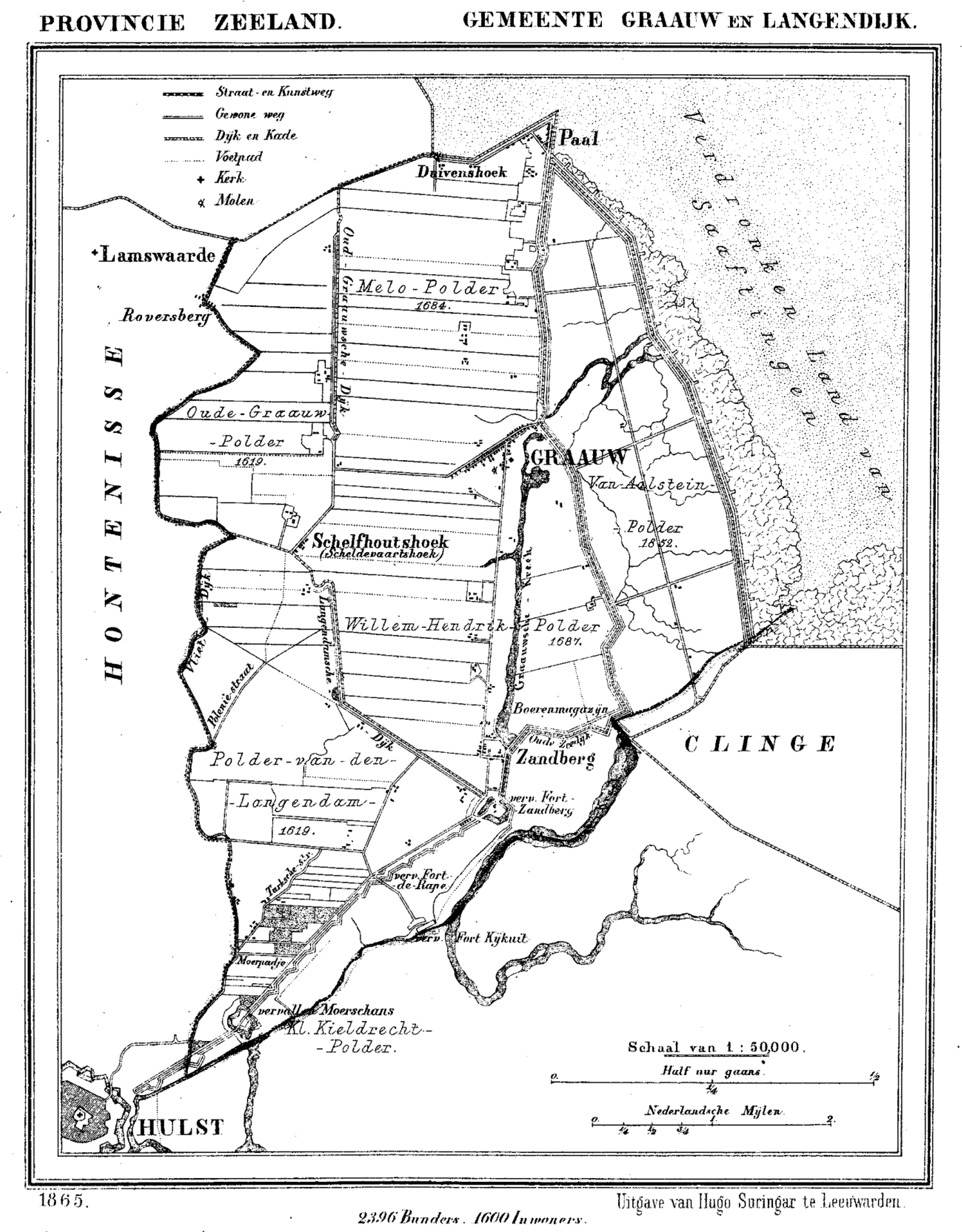
De Graauwsche Polders in 1865.

De Graauwsche Polders is een poldercomplex dat zich bevindt in de omgeving van Graauw.

## Geschiedenis
In 1221 gaf de abt van de Abdij Ten Duinen aan de dochterabdij Ter Doest de vergunning om gronden in Grouwe en Saeftinghe aan te kopen en te ontginnen. De westgrens van dit gebied was de lijn van het huidige Roversberg naar de Mispadpolder. Daar liep vroeger het stroompje de Roterdinghe. Hier ontstond een aaneengesloten complex van polders met namen als: Nieulant, Hofpolder, Grooten Wulpen, Den Platten Polder, Crane Weye en Westpolder.
Toen echter in 1585 Antwerpen werd ingenomen door de Spaansgezinde troepen van Parma, staken de Staatsen de dijken door en liepen deze polders onder water.
Tijdens het Twaalfjarig Bestand begon de herdijking, en uiteindelijk ontstonden de volgende polders:
- Oude Graauwpolder
- Langendampolder
- Melopolder
- Willem-Hendrikspolder
- Kleine Molenpolder

Burghpolder · Clinge- en Kieldrechtpolders · Clingepolder · Dullaertpolder · Eekenissepolder · Graauwsche Polders · Havenpolder · Hertogin Hedwigepolder · Hoof- en Molenpolder · Hooglandpolder · Kieldrechtpolders · Kievitpolder · Kleine Molenpolder · Koningin Emmapolder · Langendampolder · Louisapolder · Mariapolder (Hulst) · Melopolder · Mispadpolder · Molenpolder (Hulst) · Nijspolder · Noordhofpolder · Oude Graauwpolder · Oudelandpolder · Polders tussen Lamswaarde en Hulst · Polders van Hontenisse en Ossenisse · Saaftingepolders · Saeftingepolder · Ser-Pauluspolder · Stoofpolder · Van Alsteinpolder · Vitshoek · Willem-Hendrikspolder · Zandpolder · Zoutepolder